# Соз
Соз — река в Нагорском районе Кировской области, левый приток Кобры (бассейн Волги). Устье реки находится в 139 км по левому берегу реки Кобра. Длина реки составляет 61 км. Площадь водосборного бассейна — 666 км².
Исток реки на Верхнекамской возвышенности в 9 км к северо-востоку от деревни Зуевцы (Мулинское сельское поселение). Река течёт на северо-восток, затем поворачивает на север, ниже на северо-запад. Всё течение реки проходит по ненаселённому лесу, в нижнем течении на берегу заброшенный посёлок лесорубов Соз.
Впадает в Кобру тремя километрами ниже посёлка Красная Речка (Кобринское сельское поселение). Высота устья — 140,2 м над уровнем моря.

## Данные водного реестра
По данным государственного водного реестра России относится к Камскому бассейновому округу, водохозяйственный участок реки — Вятка от истока до города Киров, без реки Чепца, речной подбассейн реки — Вятка. Речной бассейн реки — Кама.
Код объекта в государственном водном реестре — 10010300212111100030863.

### Притоки (км от устья)
- 5,5 км: река Красный Созик (пр)
- река Нижняя Куликовская (пр)
- река Лукина (лв)
- 18 км: река без названия (лв)
- 22 км: река Крутая (лв)
- 33 км: река Северный Созик (пр)
- 36 км: река Гаревой Созик (пр)
- 39 км: река Волмисная (лв)